# Municipio de St. Ignace
El municipio de St. Ignace (en inglés: St. Ignace Township) es un municipio ubicado en el condado de Mackinac en el estado estadounidense de Míchigan. En el año 2010 tenía una población de 939 habitantes y una densidad poblacional de 2,55 personas por km².

## Geografía
El municipio de St. Ignace se encuentra ubicado en las coordenadas 46°2′33″N 84°41′14″O / 46.04250, -84.68722. Según la Oficina del Censo de los Estados Unidos, el municipio tiene una superficie total de 368.03 km², de la cual 251,51 km² corresponden a tierra firme y (31,66 %) 116,52 km² es agua.

## Demografía
Según el censo de 2010, había 939 personas residiendo en el municipio de St. Ignace. La densidad de población era de 2,55 hab./km². De los 939 habitantes, el municipio de St. Ignace estaba compuesto por el 61,24 % blancos, el 0,75 % eran afroamericanos, el 31,1 % eran amerindios, el 0,21 % eran asiáticos y el 6,71 % eran de una mezcla de razas. Del total de la población el 0,64 % eran hispanos o latinos de cualquier raza.